# Орлов, Владимир Андреевич
Владимир Андреевич Орлов (род. 2 января 1950) — советский хоккеист, нападающий.

## Биография
Воспитанник горьковского «Торпедо». Дебютировал за команду в сезона 1969/70, в котором она вышла в высший эшелон советского хоккея. В чемпионате СССР провёл восемь сезонов. В сезонах 1977/78 — 1978/79 играл во второй лиге за «Полёт» Горький.